# جزيرة لوس إستادوس
جزيرة الدول أو جزيرة لوس إستادوس (بالإسبانية: Isla de los Estados) هي جزيرة أرجنتينية تقع على بعد 29 كيلومترًا (18 ميلًا) شرق أرض النار، والتي يفصلها عنها مضيق لو مير. اكتشفت في 25 يناير 1616 من طرف يعقوب لو مير المقيم في أنتويرب.  سميت جزيرة الدول (ستاتن) على اسم الولايات الهولندية العامة، في ذلك الوقت حكومة جمهورية هولندا.
أُعلنت في عام 1991 محميةً إيكولوجيةً وتاريخية وسياحية إقليمية، بموجب المادة 54 من دستور المقاطعة، مع وصول مقيد إلى الجزيرة. منذ عام 1998 ، صدر المرسوم الإقليمي no 2603، بعدم السماح للجمهور بالوصول.
في هذه الجزيرة يقع عمل الكتاب الأخير من رحلات جول فيرن غير العادية، التي نُشرت بعد وفاته. : منارة في نهاية العالم والتي تشير إلى منارة موجودة في نهاية العالم .

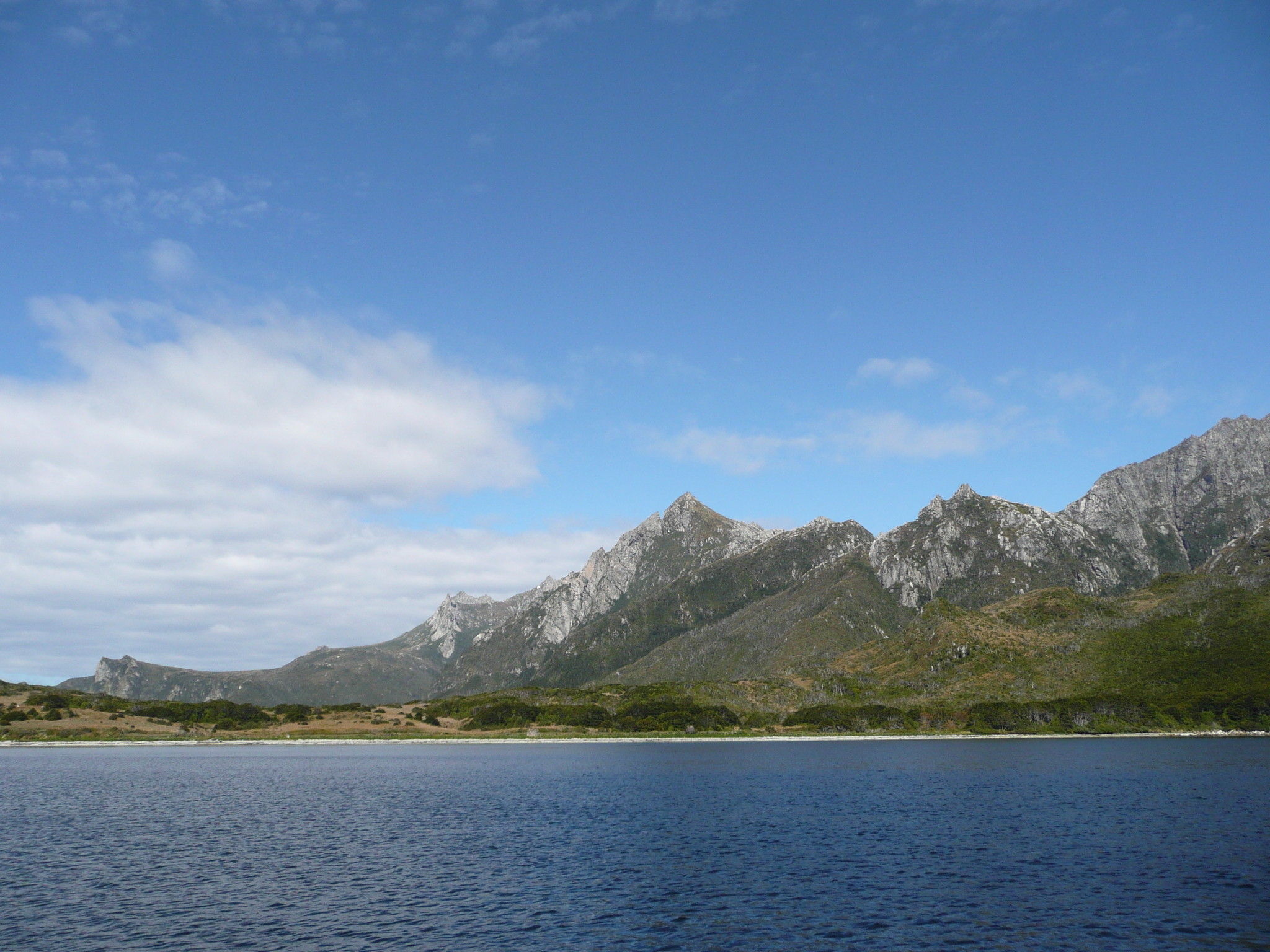
بويرتو كوك شمال الجزيرة.

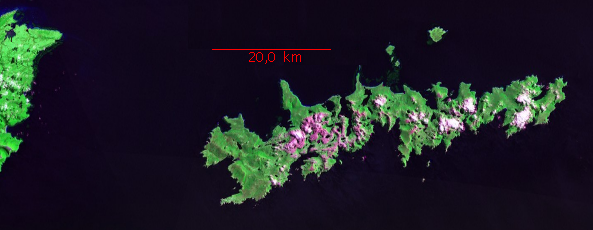
صورة القمر الصناعي لاندسات جيوكوفر 2000 لجزيرة الولايات، مع تييرا ديل فويغو إلى اليسار.